# Croix Bethune
Croix Collette Bethune (/ˈkrɔɪ bəˈθuːn/ CROY-_-bə-THOON; 14 de março de 2001) é uma futebolista estadunidense que atua como meio-campista. Atualmente joga pelo Washington Spirit.
Bethune jogou futebol universitário pelo USC Trojans e Georgia Bulldogs, sendo nomeada duas vezes primeira equipe All-American, antes de ser selecionada pelo Spirit em terceiro lugar geral no Draft da NWSL de 2024. Ela empatou o recorde de assistências de uma única temporada da liga em sua primeira temporada e foi nomeada Novata do Ano da NWSL e meio-campista do Ano. Bethune também ganhou uma medalha de ouro com a seleção dos EUA nas Olimpíadas de Paris de 2024.

## Início da vida
Bethune foi criada em Alpharetta, Geórgia, filha dos membros da Força Aérea dos Estados Unidos Richard e Jean Bethune, e tem um irmão. Ela começou a jogar futebol aos três ou quatro anos. Quando ela tinha quatro anos, seus pais foram colocados em Stratford-upon-Avon, Inglaterra, por três anos e meio, onde ela jogou com meninos porque não havia time feminino. Ela jogou futebol de clube pelo Concorde Fire Soccer Club da ECNL em Atlanta e foi nomeada para o Best XI nacional em 2017 e 2018. Ela jogou uma temporada de futebol do ensino médio na Alpharetta High School. Ela também jogou basquete no ensino médio, mas escolheu se concentrar no futebol após se recuperar de uma ruptura do ligamento cruzado anterior durante o treinamento com a seleção nacional sub-17. Ela se comprometeu com a University of Southern California em escolas como Florida State, Duke e UCLA.

## Carreira
O Washington Spirit selecionou Bethune em terceiro lugar no Draft da NWSL de 2024; o Spirit adquiriu a escolha ao negociar Sam Staab com o Chicago Red Stars. Ela assinou um contrato de três anos com opção de extensão. Ela fez parte da escalação inicial desde o primeiro dia de jogo em 17 de março, preenchendo o papel que pertencia a Ashley Sanchez, recentemente negociado. Ela marcou seu primeiro gol profissional nos acréscimos para derrotar o Bay FC por 2 a 1 em 23 de março. Em 2 de maio, ela deu três assistências em uma vitória por 4 a 2 sobre o Chicago Red Stars, tornando-se a jogadora mais jovem da NWSL a registrar tantas assistências em uma partida. Ela quebrou o recorde de assistências de novato com sua sétima assistência da temporada em 10 de maio; ela também marcou naquele dia em uma vitória por 3 a 2 sobre o Seattle Reign. Seu gol no final do tempo de acréscimo em 15 de junho, salvando um empate de 1 a 1 contra o San Diego Wave FC, foi eleito o Gol da Semana da NWSL.
Bethune deu sua décima assistência da temporada em uma vitória por 4–1 sobre o Kansas City Current em 25 de agosto, empatando o recorde da liga de assistências em uma temporada estabelecido por Tobin Heath em 2016. Quatro dias depois, ela rompeu o menisco ao lançar o primeiro arremesso em um jogo de beisebol do Washington Nationals, encerrando sua temporada de estreia prematuramente; ela marcou 5 gols em 17 aparições. O Spirit terminou a temporada regular e os playoffs em segundo lugar para o Orlando Pride. Bethune foi nomeada Novata do Mês da NWSL, um recorde quatro vezes (março/abril, maio, junho e agosto). Apesar de perder os últimos dois meses da temporada, ela foi eleita Novata do Ano da NWSL e Meio-campista do Ano e selecionada para o Melhor XI da NWSL.
Bethune foi chamada para seu primeiro acampamento da seleção nacional sênior como jogadora de treinamento em junho de 2024. Mais tarde naquele mês, ela foi nomeada como alternativa à seleção nacional para as Olimpíadas de Verão de 2024 na França. Bethune fez sua primeira aparição na seleção feminina dos EUA em 13 de julho de 2024, no 81º minuto de uma despedida amistosa nas Olimpíadas contra o México. Ela foi elevada à lista principal nas Olimpíadas por causa de uma lesão de Jaedyn Shaw e fez sua estreia olímpica no 79º minuto do terceiro jogo da fase de grupos contra a Austrália em 31 de julho.

## Títulos
Estados Unidos
- Jogos Olímpicos: 2024 (medalha de ouro)